# Aguarda
Aguarda (llamada oficialmente San Martiño da Aguarda) es una parroquia española del municipio de Pastoriza, en la provincia de Lugo, Galicia.

## Otras denominaciones
La parroquia también es conocida por el nombre de San Martiño de Aguarda.

## Organización territorial
La parroquia está formada por siete entidades de población:
- Cadabosa (A Cadavosa)
- Cainzos (Os Caínzos)
- Iglesia (A Igrexa)
- Miñotelo
- Poles (Os Poles)
- Regocavado (O Rego Cavado)
- Veira do Rio (A Beira do Río)

## Demografía
| Gráfica de evolución demográfica de Aguarda entre 2000 y 2020 |
|                                                               |
| Datos según el nomenclátor publicado por el INE.              |